# FC Wacker Innsbruck (féminines)
Pour les articles homonymes, voir FC Wacker Innsbruck.
Maillots
Actualités
Le FC Wacker Innsbruck est un club autrichien de football féminin basé à Innsbruck, c'est la section féminine du Wacker Innsbruck, club refondé en 2002.

## Histoire

### Les prémices du club actuel
Le football masculin à Innsbruck a commencé en 1915 (cf FC Wacker Innsbruck (1915-1999)) et la section féminine de ce club fut fondée en 1979 sous le nom de FC Möbel-Reiter Innsbruck, mais se renomme FC Wacker Innsbruck au printemps 1982. Pour des raisons financières et géographiques, le club joue dans une ligue de Haute-Bavière durant trois saisons (de 1983 à 1986). Pour la saison 1986-1987, le club se renomme FC Wacker Innsbruck-Mittenwald, afin de figurer officiellement dans la ligue principale de Bavière, mais retourne dans la ligue de Haute-Bavière l'année suivante. Par manque de soutien et de sponsors, la section féminine cessa son activité en 1989.
Fait surprenant, le club a été autorisé à participer à plusieurs éditions de la coupe d'Autriche et a même remporté celle de 1984-1985 en battant le LUV Graz 2-0 en finale.

### Période d'inexistence et de l'Innsbrucker AC
De 1989 à 2006, la section féminine du FC Wacker Innsbruck n'existe pas, mais un autre club a vu le jour dans la ville en 1991, l'Innsbrucker AC, qui joue en deuxième division ouest autrichienne dès 1994, puis en première division dès 1997 jusqu'à son retrait en 2006. Ce club a une coupe d'Autriche (saison 1993-1994) et un titre de champion national (saison 2001-2002) à son actif.

### Nouveau départ
Le 21 juin 2006, malgré une quatrième place en première division, l'Innsbrucker AC annonce son retrait de la compétition. Le Wacker Innsbruck (c'est-à-dire la section masculine refondée en 2002) décide de récupérer la licence de l'Innsbrucker AC et de reprendre les joueuses de ce club, afin de refonder sa section féminine. Cependant, en raison du changement de club, le FC Wacker Innsbruck doit débuter un échelon en dessous de l'Innsbrucker AC, donc en deuxième division Ouest, lors de la saison 2006-2007. Cela ne l'empêche pas de remporter le championnat haut la main avec un total stratosphérique de 160 buts marqués en 14 matchs, puis de remporter les barrages de promotion contre le vainqueur de la D2 Est, le SV Groß-Schweinbarth, sur le score cumulé de 10-1, synonyme d'accession à la première division.
De 2007 à 2017, le club séjourne en première division, mais termine dernier en 2016-2017, place synonyme de relégation. Il ne reste ensuite qu'une seule saison (2017-2018) en deuxième division Centre/Ouest en remportant le championnat et les barrages de promotion contre le deuxième de la D2 Est/Sud (le premier étant l'équipe réserve du Sturm Graz, inéligible à la promotion pour éviter tout conflit d'intérêts), le Carinthians Spittal, sur le score cumulé de 7-0, synonyme de retrouvailles avec la première division pour la saison 2018-2019.

## Joueuses célèbres
- Nicole Billa, internationale autrichienne actuellement au TSG Hoffenheim, était serial-buteuse du Wacker de 2010 à 2013 (50 buts en 40 matchs).
- Katharina Schiechtl, internationale autrichienne actuellement au Werder Brême, a joué au Wacker de 2007 à 2013.